# Freistaat (Republik)
Freistaat ist eine im 19. Jahrhundert in Deutschland entstandene Bezeichnung für einen freien Staat, das heißt für eine Republik. In der Weimarer Republik war der Begriff des Freistaats – neben Volksstaat – die amtliche Bezeichnung der meisten deutschen Flächenländer. Es ist heute die amtliche Bezeichnung für die Länder Bayern (seit 1918), Sachsen (seit 1990) und Thüringen (seit 1993).

## Vorgeschichte
Bereits im Mittelalter gab es die Bezeichnung frei für Stände, Reichsstädte oder Hansestädte. Dies stand für die Gewährung bestimmter Rechte, der Steuerfreiheit oder der eigenen Gerichtshoheit.
Das Wort „Freistaat“ ist erstmals 1731 belegt, und zwar zur Kennzeichnung der Unabhängigkeit der Schweizer Eidgenossenschaft vom Heiligen Römischen Reich Deutscher Nation seit 1648. Danach wird das Wort Freistaat im Sinn von Republik verwendet, nämlich als die Übersetzung der lateinischen Bezeichnung für die römische Republik (libera res publica ‚freier Staat‘, während res publica oft nur allgemein ‚Staat‘ bedeutet).
Im 18. Jahrhundert ist die Bezeichnung Freistaat ein von Sprachpuristen eingeführtes deutsches Synonym für Republik (lat. res publica, französisch république). Sie bezeichnet einen Staat, in dem die Staatsgewalt vom Volk ausgeht und insbesondere – im Gegensatz zur Monarchie – das Staatsoberhaupt direkt oder indirekt vom Volk gewählt wird.
Als Synonym für Republik verwendet dieses Wort auch die Weimarer Reichsverfassung (1919), wenn sie in Art. 17 bestimmt: „Jedes Land muss eine freistaatliche Verfassung haben“. Staatsrechtslehrer wie Rolf Gröschner plädieren für die synonyme Verwendung von „freistaatlich“ und „republikanisch“ zur Bezeichnung einer verfassungsrechtlichen Ordnung, die durch Freiheit legitimiert, in Ämtern organisiert und am Gemeinwohl orientiert ist. Der Freistaat ist heute üblicherweise als parlamentarische Demokratie organisiert; die Bezeichnung ist aber zum Beispiel auch von der Münchner Räterepublik gebraucht worden. Der Schweizer Kanton Obwalden bezeichnet sich in seiner Verfassung als „demokratischer Freistaat und im Rahmen der Bundesverfassung souveräner Stand und Bundesglied der Schweizerischen Eidgenossenschaft“.

## Deutsche Freistaaten nach 1918

### Offizielle Freistaaten in der Weimarer Republik
Am Ende des Ersten Weltkrieges rief in der Nacht vom 7. zum 8. November 1918 der Sozialist Kurt Eisner in München den Freistaat Bayern aus und wurde wenig später von den Arbeiter- und Soldatenräten zum Ministerpräsidenten bestimmt. Nach der Ausrufung der Republik in Deutschland am 9. November 1918 in Berlin übernahmen neben Bayern viele der neuen deutschen Republiken – entsprechend dem Artikel 17 der Weimarer Reichsverfassung: „Jedes Land muss eine freistaatliche Verfassung haben“ – den Begriff Freistaat als offizielle Bezeichnung für Republik, nämlich Preußen, Sachsen, Braunschweig, Anhalt, Oldenburg, Mecklenburg-Schwerin, Mecklenburg-Strelitz, Waldeck, Lippe, Schaumburg-Lippe sowie die thüringischen Kleinstaaten mit Ausnahme von Reuß. 
Drei andere deutsche Gliedstaaten bezeichneten sich als Volksstaat, nämlich der „freie“ Volksstaat Württemberg, der Volksstaat Hessen und der (kurzlebige) Volksstaat Reuß. Baden hieß offiziell Republik Baden. Die drei Stadtstaaten Hamburg, Lübeck und Bremen blieben bei ihren herkömmlichen Bezeichnungen als Freie und Hansestadt Hamburg respektive Lübeck einerseits beziehungsweise Freie Hansestadt Bremen anderseits.
1919 wurde die Gründung einer Nordwestdeutschen Republik erwogen, die aus zehn sozialistischen Freistaaten bestehen sollte. 1920 schloss sich der Freistaat Coburg an Bayern an. Verschiedene thüringische Staaten gingen im neu gegründeten Land Thüringen auf, welches die Bezeichnung Freistaat damals nicht benutzte. 1929 schloss sich Waldeck an Preußen an, die Nationalsozialisten vereinigten 1934 die beiden mecklenburgischen Staaten zwangsweise zum Land Mecklenburg.

### Inoffizieller Freistaat Flaschenhals
Die Besatzungssituation nach dem Ersten Weltkrieg ließ am Rhein einen schmalen Landstreifen nordöstlich von Lorch (Rheingau) frei, der jedoch vom übrigen unbesetzten Deutschland faktisch isoliert und damit zur Selbstverwaltung gezwungen war. Er bestand von 1919 bis 1923, und die 17.363 Einwohner bezeichneten ihn ironisch als Freistaat Flaschenhals.

### Nach dem Zweiten Weltkrieg
Nach dem Zweiten Weltkrieg wurde 1947 der Staat Preußen durch das Kontrollratsgesetz Nr. 46 förmlich aufgelöst. Braunschweig, Oldenburg und Schaumburg-Lippe wurden 1946 Teile des neu gegründeten Landes Niedersachsen, Lippe kam 1947 zu Nordrhein-Westfalen, Anhalt 1945/1947 zu Sachsen-Anhalt. 
1952 wurde Sachsen zusammen mit den anderen Ländern der Deutschen Demokratischen Republik aufgelöst und in die Bezirke Dresden, Chemnitz (ab 1953 Karl-Marx-Stadt) und Leipzig aufgeteilt. Somit blieb von allen Ländern, die sich als Freistaaten bezeichnet hatten, allein Bayern übrig. Erst am Tag der Deutschen Einheit entstand der Freistaat Sachsen erneut, und etwa drei Jahre später beschloss die Landesregierung Thüringens, die Bezeichnung für ihr Land erstmals einzuführen.

## Heutige Situation
Auch in der Struktur der Bundesrepublik Deutschland mit ihrem föderalen System hat die Bezeichnung Freistaat keine sonderrechtliche Bedeutung, da alle Länder der Bundesrepublik die gleiche verfassungsrechtliche Stellung besitzen. Daher ergeben sich für die Länder, die sie – wie etwa der Freistaat Bayern vornehmlich aus historischen Gründen – verwenden, auch keinerlei Sonderstellungen. Auch die Existenz der Regionalpartei CSU (anstelle eines Landesverbandes der CDU) begründet keine Ausnahme in Bezug auf den Föderalismus, sondern ist lediglich Folge der – von Beginn der Parteienbildung an – eigenständigen Organisation des politischen Katholizismus in Bayern (Bayerische Patriotenpartei im Königreich und in der Weimarer Republik Bayerische Volkspartei, statt Zentrum im Kaiserreich). Heute nennen sich
- der Freistaat Bayern,
- der  Freistaat Sachsen und
- der Freistaat Thüringen

offiziell Freistaat. In Sachsen und Bayern ist die Benennung der Landesregierung als Staatsregierung eine weitere Besonderheit.
Vergleichbare Bezeichnungen mit historischem Hintergrund führen 
- die  Freie und Hansestadt Hamburg und
- die Freie Hansestadt Bremen.

Im Fall von Bremen ist die Bezeichnung darüber hinaus geeignet, um das Land Bremen, zu dem auch die Stadt Bremerhaven gehört, von der Stadt Bremen zu unterscheiden. Freistaat und Freie Stadt unterscheiden sich in ihrem historischen Hintergrund.